# فاليري راينكو
فاليري راينكو (بالروسية: :алерий Фёдорович Раенко؛ 15 سبتمبر 1955 - 5 مايو 2021) سياسي روسي. عضو في حزب روسيا المتحدة، شغل منصب رئيس الجمعية التشريعية في كامتشاتكا كراي من 2011 إلى 2021.

## السيرة الشخصية
ولد راينكو في مزرعة في منطقة كراسنوسولينسكي في جمهورية روسيا الاتحادية الاشتراكية السوفياتية. تخرج من جامعة روستوف الطبية الحكومية بدرجة في علم الأوبئة. في عام 2007 أكمل دراسته في معهد الشرق الأقصى للإدارة. عمل كطبيب من 1984 إلى 1997 في كاراغينسكي وميلكوفيسكي. من 1997 إلى 2007 شغل منصب نائب رئيس إدارة كامتشاتكا كراي للصحة.
في عام 2007 تم انتخاب راينكو لعضوية الجمعية التشريعية في كامتشاتكا كراي. في 19 ديسمبر 2011 أصبح رئيس الجمعية التشريعية. أعيد انتخابه في عام 2016. في الوقت نفسه كان سكرتير حزب روسيا المتحدة في كامتشاتكا كراي.
توفي فاليري راينكو في 5 مايو 2021 عن عمر يناهز 65 عامًا بعد صراع طويل مع المرض.